# فابریزیو کاماراتا
فابریزیو کاماراتا (انگلیسی: Fabrizio Cammarata؛ زادهٔ ۳۰ اوت ۱۹۷۵) بازیکن فوتبال اهل ایتالیا است.
از باشگاه‌هایی که در آن بازی کرده‌است می‌توان به باشگاه فوتبال هلاس ورونا، باشگاه فوتبال تورینو، باشگاه فوتبال پارما، باشگاه فوتبال یوونتوس، باشگاه فوتبال سالرنیتانا، باشگاه فوتبال ارورا پرو پاتریا ۱۹۱۹، باشگاه فوتبال کالیاری، و باشگاه فوتبال دلفینو پسکارا اشاره کرد.